# Make It in America
"Make It in America" é uma canção da cantora pop norte-americana Victoria Justice. Foi lançada em 15 de Maio de 2012 como terceiro single digital e primeiro single oficial da segunda trilha sonora da série Victorious. A canção, diferente de suas anteriores, foi composta pela própria Victoria em parceria com o vocalista da banda de pop rock Boys Like Girls, Martin Johnson. Foi feita para uma performance no especial "Tori Goes Platinum", que foi ao ar na Nickelodeon em 19 de Maio de 2012, sendo precedida pela estreia do clipe.

## Performances
Além de performar a música no episódio especial "Tori Goes Platinum", Victoria foi ao programa The Ellen DeGeneres Show performar a música. Também, fez um pequeno show em Orlando, na Universal Studios juntamente com o elenco de Victorious, aonde performou a canção.

## Composição
A faixa, de aproximadamente 3 minutos e 22 segundos de duração, deriva dos gêneros dance-pop e pop rock, interpolando gêneros como o blues.

## Videoclipe
O clipe estreou na Nickelodeon em 19 de Maio de 2012 e apresenta Victoria e o elenco cantando a música em um carro, no deserto e ao fim, numa festa.

## Faixas e versões
"Make It in America" foi lançada como single digital em 15 de Maio de 2012 em lojas digitais, como o iTunes.
| Download digital |                      |                                  |         |  |
| N.º              | Título               | Compositor(es)                   | Duração |  |
| 1.               | "Make It in America" | Victoria Justice, Martin Johnson | 3:22    |  |

## Desempenho nas Paradas Musicais
| Parada (2010)                                | Melhor posição |
| -------------------------------------------- | -------------- |
| EUA Billboard Bubbling Under Hot 100 Singles | 8              |